# Bo Østlund
Bo Østlund (født 8. august 1956) er en dansk journalist, forfatter, forlægger, podcaster og video-dokumentarist. 
Bo Østlund blev uddannet fra Danmarks Journalisthøjskole i 1979 og har siden arbejdet hos Fyns Tidende og Fyens Stiftstidende, som informationschef og redaktør hos Danske Malermestre, på Ekstra Bladet og Billed-Bladet samt siden 2007 freelancer, hvor han har skrevet for samtlige danske aviser, magasiner og ugeblade.
Bo Østlund har også skrevet biografier, primært om kendte danskere som Allan Simonsen og Etta Cameron, men også historiske bøger bl.a. om udvandring til Amerika og et værk om to danske mænd, som befandt sig på hvert sit amerikanske slagskib under angrebet på Pearl Harbor. I 2009 udkom hans egen erindringsbog 'Strawberry Fields Forever' på Politikens Forlag. Den handler om en opvækst i 1960'erne og starten af 1970'erne i en lille nordfynsk landsby - og om sin fars selvmord.  
Bo Østlund har siden årtusindskiftet udgivet 30 bøger i eget navn - samt et større antal værker som ghostwriter for andre og for virksomheder samt private biografier.  
I Bo Østlunds værk 'Modne Mænd', som udkom den 14. oktober 2016 på hans eget forlag, Forlaget Heatherhill, fortæller 24 kendte danske mænd om livet efter de 60. 
Den 13. oktober 2017 udkom 'Modne Kvinder'. 'Modne Kvinder' var efterfølgeren til 'Modne Mænd', og i dette værk fortæller 24 kendte danske kvinder om livet efter de 50.
Bogen er som forgængeren udgivet på Bo Østlunds eget forlag.
Siden har Bo Østlund i 2018 og 2019 bl.a. udgivet bøgerne 'Jeg var engang', Kim Larsen-mindebogen 'This my life' og bogen '1969 - året hvor alt blev forandret.'  
Bo Østlund afsluttede i 2021 sin store mandetrilogi med værkerne 'Modne Mænd 2' og 'Modne Mænd 3'. I hver de to bøger har Bo Østlund samtaler med endnu 29 kendte danske mænd om livets største spørgsmål.  
I 2023 producerede og udgav Bo Østlund podcasten 'Simon Spies - karaktermord i primetime?'. Den 13 episoder og mere end 15 timer lange podcast var en journalistisk tryktest af DR's store dokumentar 'Spies og morgenbolledamerne', som havde premiere i august 2022. Bo Østlunds podcast førte i forsommeren 2023 til, at radioen 24syv nedsatte 'Spies-kommissionen', hvor de tre journalister Kurt Strand, Ida Nyegård Espersen og Thomas Stokholm skulle undersøge, om der var hold i den kritik, som Bo Østlund rettede mod DR og produktionsselskabet Laud People.  
I sommeren 2024 lancerede Bo Østlund sin næste store podcast, 'Danske Hjerter', hvor han har dybe samtaler uden filter med danskere, som han møder på sin rejse i sin autocamper. Samtalerne tager udgangspunkt i de store nedslag, som personerne har haft i deres tilværelse, og ifølge Bo Østlund er 'Danske Hjerter' skabt, fordi vi alle ved at dele vores fortællinger, skæbner, liv og erfaringer kan hjælpe andre - til spejling, pejling og inspiration.  